# Сентябрь говорит
«Сентябрь говорит» (англ. September Says) — драматический фильм актрисы Арианы Лабед, ставший её полнометражным режиссёрским дебютом. Адаптация готического романа Дэйзи Джонсон «Сёстры».
Его мировая премьера состоялась в мае 2024 года в рамках секции «Особый взгляд» (фильм открытия) 77-го Каннского кинофестиваля.

## Сюжет
Когда девушку по имени Сентябрь отстраняют от занятий в школе, её сестра Джули всё более агрессивно начинает отстаивать свою независимость. Напряжённость в семье нарастает во время совместного отпуска в Ирландии, поскольку серия сюрреалистических встреч проверяет прочность девушек и их мать на пределе человеческих возможностей.

## В ролях
- Миа Тария —  Джули[2]
- Паскаль Канн[2]
- Ракхи Тхакрар[англ.][2]
- Ниам Мориарти  —  Дженнифер[4]
- Барри Джон Кинселла   —  кабельщик
- Шэйн Коннеллан —  М
- Амелия Валентина Панханиа —  Джули в детстве

## Восприятие
В апреле 2024 года журнал TimeOut включил фильм в список «Канны 2024: 10 фильмов, которые нельзя пропустить в программе этого года»